# Теракт в Рейханлы

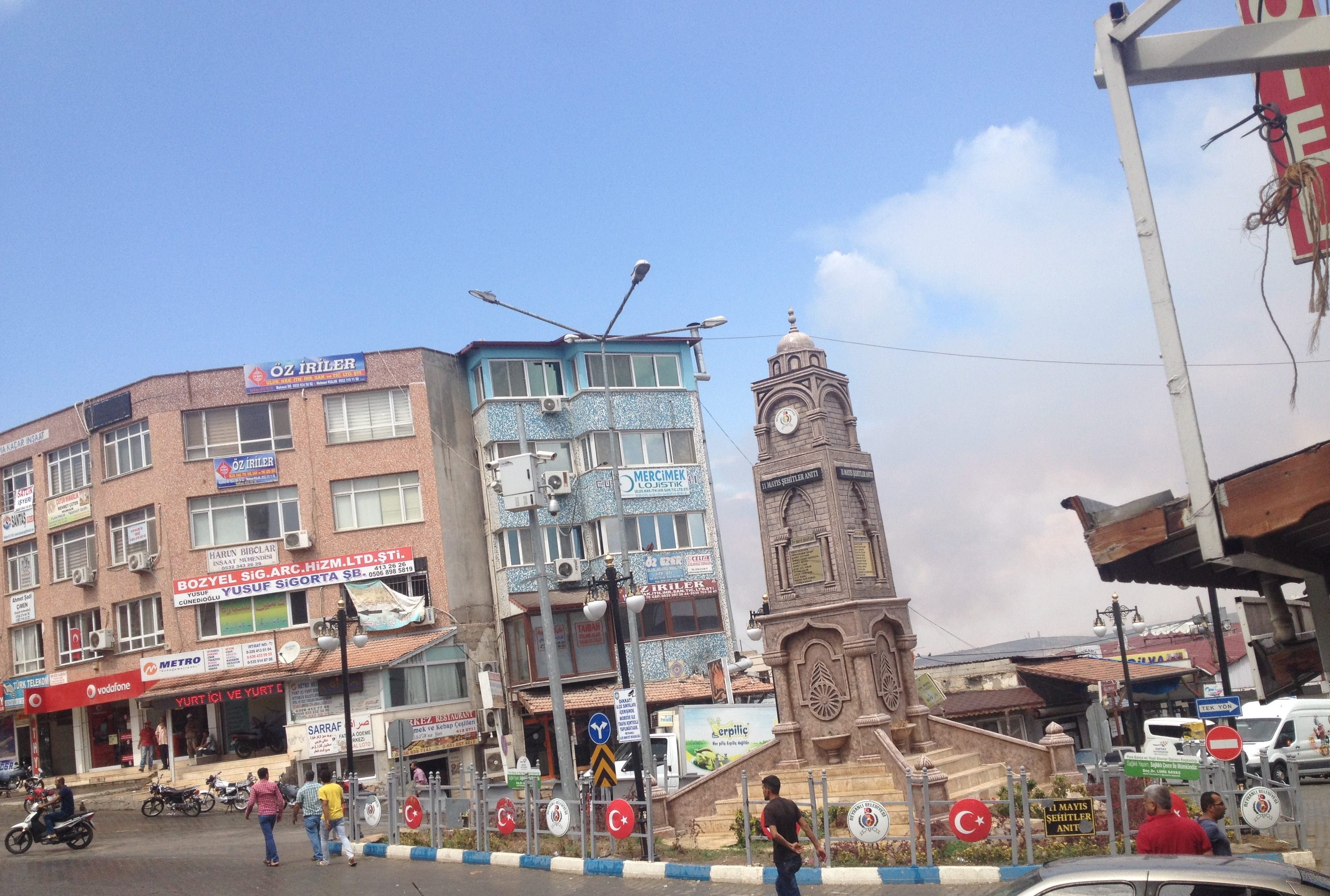
Рейханлы

Террористический акт в Рейханлы — террористический акт, совершённый 11 мая 2013 года в городе Рейханлы на юге Турции, неподалеку от турецко-сирийской границы. В результате двух взрывов заминированных автомобилей у здания мэрии и в промышленном районе города, которые прозвучали с интервалом в 15 минут, погибло 52 человека, ещё 155 получили ранения, а также подверглись разрушению несколько зданий. В тот же день в городе произошёл ещё один взрыв, но он был квалифицирован как взрыв топливного бака автомобиля.